# Государственный институт опытной агрономии
Госуда́рственный институ́т о́пытной агрономи́и (ГИОА) — создан Н. И. Вавиловым в 1922 году на базе Сельскохозяйственного учёного комитета Наркомата земледелия РСФСР.
Первоначально включал все отделы (бюро) бывшего Учёного комитета: прикладной ботаники и селекции; энтомологии; микологии и фитопатологии; зоотехнии; прикладной ихтиологии и научно-промысловых исследований; машиноведения; лесного дела; сельскохозяйственной микробиологии; библиотеку.
Вскоре началось выделение из ГИОА отделов в качестве самостоятельных институтов. Первым стал Институт прикладной ботаники и новых культур, организованный в 1924 году Н. И. Вавиловым на базе возглавляемого им отдела, в 1926 году выделился Лесной отдел, ставший в 1926 году Лесным филиалом Центральной лесной опытной станции.
В связи с отъездом Е. Ф. Лискуна в Москву, туда же уехали некоторые сотрудники Отдела зоотехнии, а также коллекции Музея по зоотехнии и Краниологического музея.
В 1930 году в соответствии с постановлением СНК СССР от 25 июня 1929 г. и по приказу Наркомзема РСФСР от 28 октября 1929 г. № 145 (после образования Академии сельскохозяйственных наук — ВАСХНИЛ) ГИОА ликвидирован. На основе отделов ГИОА организован ряд сельскохозяйственных научно-исследовательских институтов ВАСХНИЛː
- Институт борьбы с вредителями и болезнями растений (на основе отделения фитопатологии и микологии и отдела энтомологии ГИОА, а также лаборатории отравляющих веществ при Наркомате земледелия СССР)
- Ихтиологический институт
- Институт сельскохозяйственной микробиологии
- Институт агропочвоведения
- Институт животноводства
- Институт организации крупного сельского хозяйства
- Институт механизации сельского хозяйства (на базе отдела сельскохозяйственных машин ГИОА и Института сельскохозяйственной механики при Научно-техническом управлении Высшего Совета народного хозяйства СССР (НТУ ВСНХ СССР)
- Институт мелиорации на основе объединения существовавших научных учреждений, занимавшихся сельскохозяйственной мелиорацией
- Институт земледелия на основе Отделов земледелия и почвоведения, микробиологии и агрометеорологии ГИОА и Московского почвенного института
- Институт рыбного хозяйства и промысловых исследований на базе Отдела ихтиологии ГИОА и Московского института рыбного хозяйства

ГИОА передавался в ведение ВАСХНИЛ со всеми его учреждениями и станциями.